# Xysticus ukrainicus
Xysticus ukrainicus är en spindelart som beskrevs av Aleksander Stepanovich Utochkin 1968. Xysticus ukrainicus ingår i släktet Xysticus och familjen krabbspindlar. Inga underarter finns listade i Catalogue of Life.